# Armstrong Siddeley Stentor

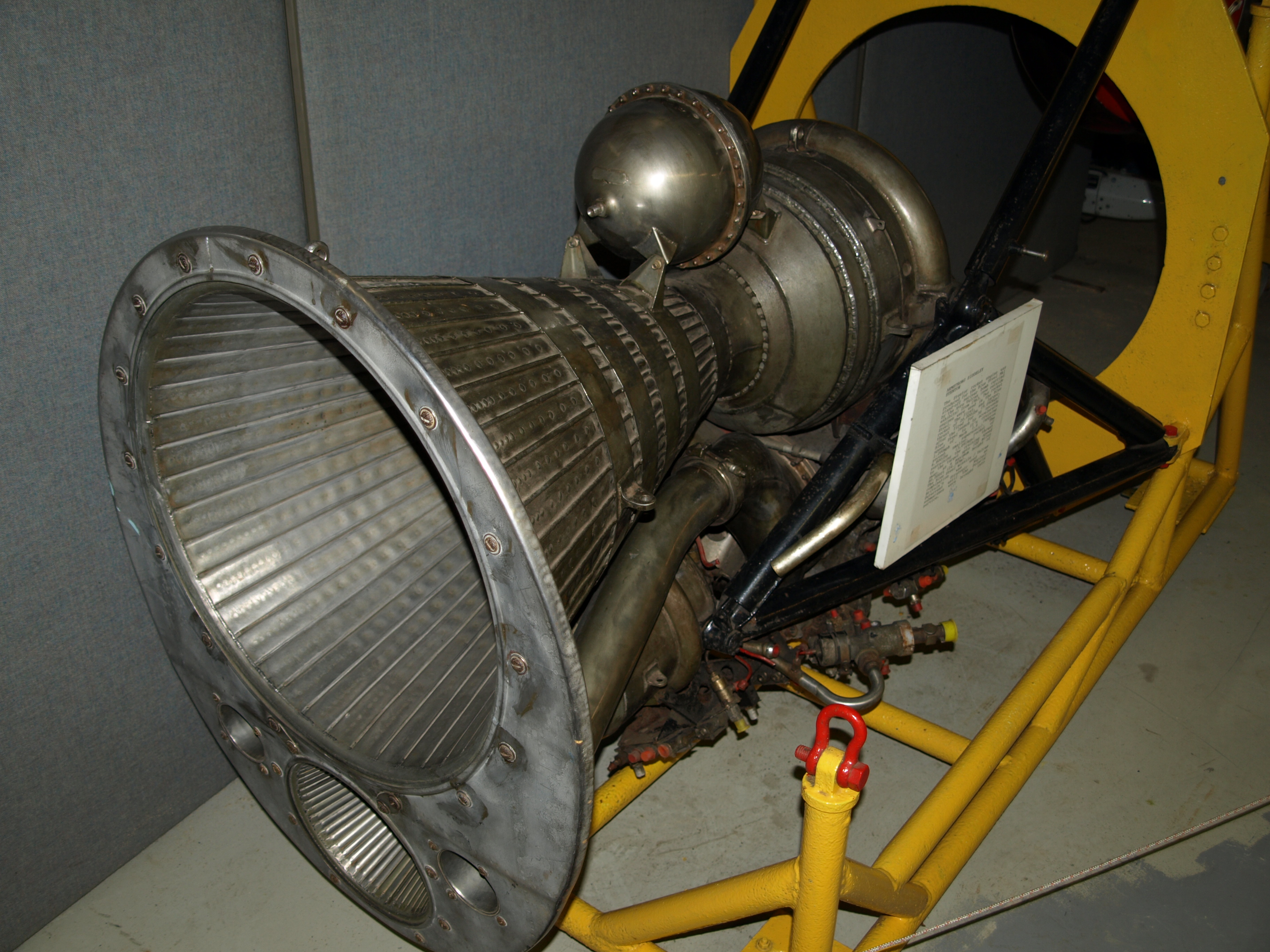
Armstrong Siddeley Stentor mit der großen Hauptdüse (oben) und der kleineren Flugdüse (unten)

Der Armstrong Siddeley Stentor, später auch Bristol Siddeley BSSt.1 Stentor war ein zweistufiges Raketentriebwerk, das der britische Hersteller Armstrong Siddeley ab 1960 baute. Es diente dem Antrieb der Lenkflugkörpers Avro Blue Steel, die von der britischen V-Bomberflotte genutzt wurden. Eine Brennkammer lieferte den Startschub und wurde 29 s nach dem Abschuss abgestellt. Die zweite, kleinere Brennkammer wurde für den Rest des Fluges genutzt.

## Konstruktion und Entwicklung
Der Stentor wurde mit einem Gemisch aus Wasserstoffperoxid und Kerosin angetrieben. Die Maschine besaß einen eingebauten Rohrmontagerahmen, der durch sechs Verschlüssen mit der hinteren Schottwand der Lenkwaffe verbunden war, sodass das komplette Triebwerk in der rohrförmigen Verkleidung verschwand und die Düsen nach hinten herausschauten.

## Flugkörper mit Armstrong Siddeley Stentor
- Blue-Steel-Lenkwaffe

## Ausgestellte Maschinen
Überlebende Stentor findet man in folgenden Museen:
- Royal Air Force Museum Cosford
- Midland Air Museum
- University of Liverpool im Foyer der Ingenieursabteilung
- Aeroventure in Doncaster

## Daten

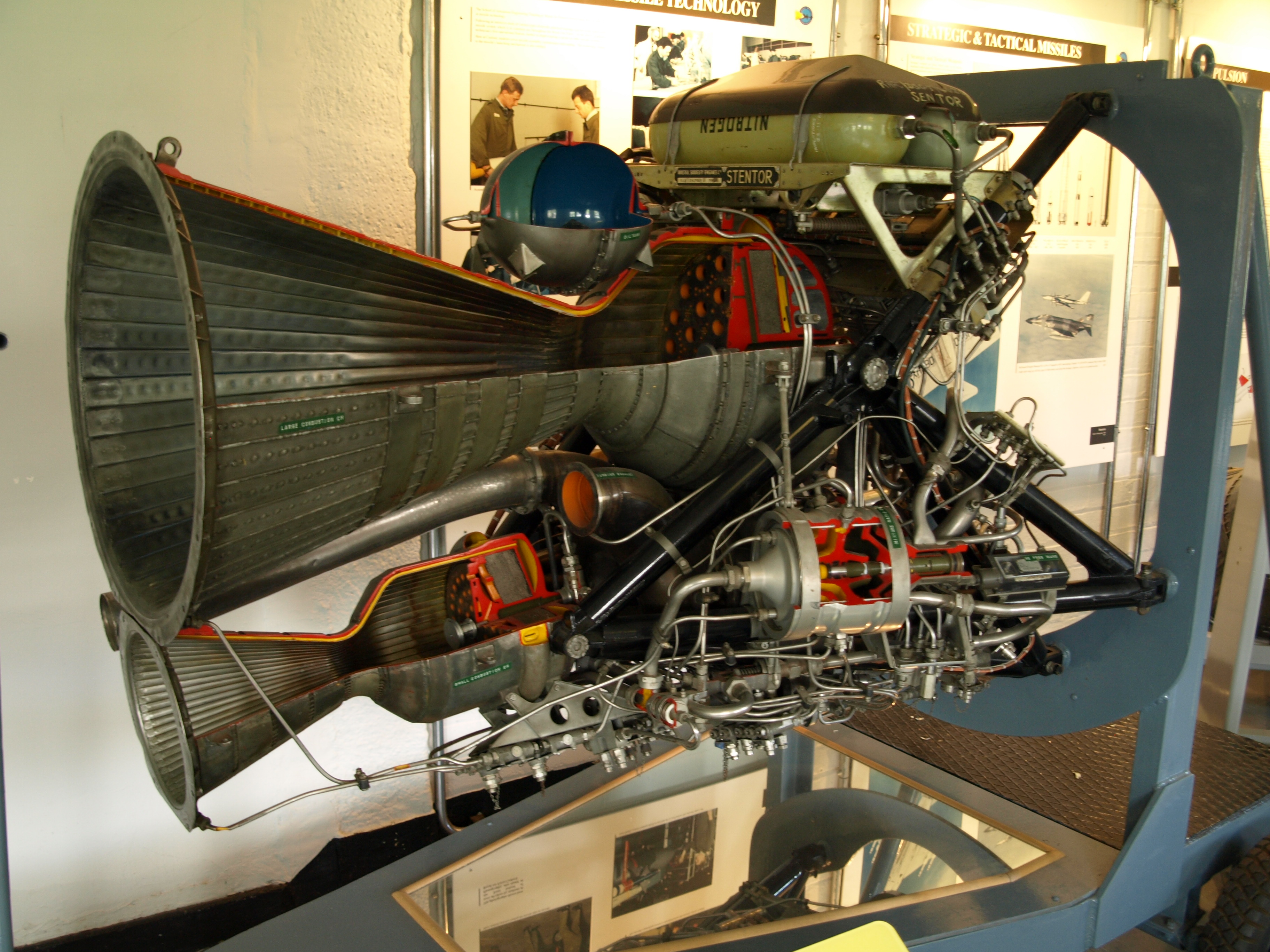
Aufgeschnittenes Modell einer Stentor im Royal Air Force Museum Cosford

### Allgemein
- Typ: Raketentriebwerk für Flüssigtreibstoff
- Länge: 1470 mm
- Breite: 960 mm
- Höhe: 1130 mm
- Gewicht: 339 kg, einschl. Öl und Stickstoff
- Treibstoff: Kerosin
- Oxidationsmittel: Wasserstoffperoxid

### Leistung
- Schub: Startkammer: 106,8 kN, Betriebskammer: 26,7 kN
- Schubgewicht: 3,174 kg/kN